# Alfa Capricorniderna
Alfa Capricorniderna är ett årligt meteorregn som är aktivt från mitten av juli till början av september, med en maximal aktivitet omkring den 1 augusti.  Meteorregnet har fått sitt namn från att dess radiant ligger i stjärnbilden Stenbocken (latin: Capricornus), nära den optiska dubbelstjärnan Alfa Capricorni. Alfa Capricorniderna uppvisar vanligen som mest 6–14 meteorer per timme och har relativt låga inträdeshastigheter i atmosfären. Meteorregnet är känt för att kunna skapa ovanligt ljusa meteorer, så kallade bolider.
Alfa Capricornidernas ursprung var länge okänt men anses nu vara kometen 169P/NEAT. Huvuddelen av den omfattande meteorström som ger upphov till meteorregnet passerar fortfarande inte jordens omloppsbana, men beräknas göra detta i framtiden. Mellan åren 2220 och 2420 förväntas meteorregnet vara kraftigare än något nuvarande meteorregn och skapa årliga meteorstormar.